# 伊丽莎白蒂夫卡 (别尔江斯克区)
46°57′40″N 36°25′20″E / 46.96111°N 36.42222°E
伊丽莎白蒂夫卡（烏克蘭語：Єлизаветівка），又按俄语名译为伊丽莎白托夫卡（俄语：Елизаветовка），是位於烏克蘭東南部的村莊，由扎波羅熱州別爾江斯克區的科拉里夫卡市鎮負責管轄。該村始建於1862年，面積1.58平方公里，海拔高度69米，2001年人口932，人口密度每平方公里588.4人。